# 你辦事，我放心
「你辦事，我放心」，可能是中國共產黨中央委員會主席毛澤東生前写的一张纸条上的内容，這句話為華國鋒接班成為最高領導人提供了重要的合法依據。

## 概述
1976年4月30日，毛澤東接見訪華的新西蘭總理马尔登，時任中共中央第一副主席、國務院總理的華國鋒陪同接見。馬爾登走後，毛澤東留下華國鋒一起討論國內形勢問題。由於當時毛澤東已經病重，開口很不方便，因此他一般會在紙條上寫下要說的內容。據說當天他給華國鋒留下三張紙條，內容分別是：「照過去方針辦」、「慢慢來，不要招急」和最重要的「你辦事，我放心」。
當時的外交部長喬冠華在人民大會堂等候著華國鋒，華國鋒給喬冠華看了這三張紙條，喬冠華特意問華國鋒「你辦事，我放心」是甚麼意思。華國鋒回答，他向毛澤東匯報川、貴的批鄧不成功，他建議將當地的造反派和保守派調到北京集中力量批鄧，毛澤東就對他說了這句話。
9月9日，毛澤東逝世。中國共產黨黨內鬥爭激烈，直到10月6日，華國鋒、葉劍英等人突然逮捕四名掌握大權的中共中央政治局成員「四人幫」——王洪文、張春橋、江青、姚文元，並宣布打倒了陰謀篡權奪位的四人幫；次日，華國鋒隨即當選中國共產黨中央委員會主席和中國共產黨中央軍事委員會主席，繼續兼任國務院總理，集黨政軍大權於一身。
10月24日，中國全國各地舉行慶祝華國鋒繼位和粉碎四人幫的隆重的慶祝大會。在首都慶祝大會上，華國鋒第一次以最高領袖的身份登上天安門城樓接受群眾歡呼，而群眾歡呼的正是「放心、放心、放心……」。時任北京市革命委员会主任的吳德對群眾演說時正式宣告「偉大領袖毛主席特意親筆給華國鋒同志寫了『你辦事，我放心』，表達了毛主席對華國鋒同志的無限信任」，這被認為是華國鋒正式繼位的標誌和合法性宣告。
隨后各省、直轄市、自治區以及各軍區紛紛通電表示「完全擁護」華國鋒。10月29日，《解放日報》刊登社評《華國鋒同志是我們黨當之無愧的領袖》，隨后全國各地報紙紛紛轉載，全國組織學習；官方的文調說法統一成「毛主席無限信任華主席，全國人民衷心擁護華主席」，華主席以「無產階級革命家的膽略」一舉粉碎了「四人幫」，宣布建立毛主席紀念堂，出版毛澤東選集第五卷和籌備出版《毛澤東全集》，「不愧為毛主席的好學生、好接班人，不愧為我們黨和我國人民的英明領袖，不愧為我們軍隊的英明統帥」。
在華國鋒掌權的開始那一年多中，幾乎所有報紙版面上都用黑體字印著毛澤東的這句「你辦事，我放心」；各地群眾以各種形式表達對華國鋒的擁護，其中比較著名的有署名「胡工」的詩作《毛主席放心，我們放心》，以及著名畫家李延聲創作的油畫《你辦事，我放心》，描繪毛澤東生前和華國鋒在沙發上促膝而談的情況，這幅油畫在1977年印刷量達數千萬，當時很多家庭都有貼著。
華國鋒雖然以「你辦事，我放心」六字取得了毛澤東合法繼承權並且順利繼位，但是其资历太浅不能服众，尤其是中共元老们。华国锋等人所能作的只是不断地重复這六個字以强调其合法性，以及提出「兩個凡是」試圖延續毛澤東時期的階級鬥爭治國路線。1977年，在陳雲、葉劍英等元老的支持下，鄧小平復出，華國鋒迅速失去其最高權力，但直至1982年中共十二大以後才離開中央政治局。

## 真实性研究
這句話的真實性也受到不少質疑。華國鋒繼位時，由於喬冠華曾經說過華國鋒在政治局開會時只拿出過其它兩張紙條而感覺疑惑，因而被控「抵制毛主席的臨終指示，反對華主席任接班人，配合『四人幫』篡黨奪權」，被隔離審查，凄涼度過晚年。張春橋曾說過根本不存在這句話；而毛澤東妻子江青在1980年12月3日受審時則宣稱這句話存在，但全句是「你辦事，我放心；有問題，找江青」。
此外，据毛泽东秘书张玉凤透露，1976年5月初，华国锋向毛泽东汇报工作时表示“力不从心，政治局会议都吵得没法取得共识，连进口五万吨糖都要拖上一个月的争议”，毛泽东就劝导说：“慢慢来，不要着急！”这句话是汪东兴记录的。汪东兴在打倒四人帮后，向张玉凤“核实”此事的真伪，要她认真回忆，说这是政治大问题，对她是一次政治立场的考验；还拿出据说是毛主席亲笔写的条子，要她确认。然而张玉凤此次在回忆材料中证实：从1976年4月10日以后，毛主席就没有用笔写过字。